# Prva Srpska Televizija
Prva Srpska Televizija (także Prva) – serbski kanał telewizyjny o tematyce rozrywkowej. Został uruchomiony w 2006 r. jako telewizja Fox; od 2010 r. funkcjonuje pod nazwą Prva.